# 許亦崧
許亦崧（1822年—1869年），字鶴亭，一字高甫，順天府宛平縣（今屬北京市）人，清朝政治人物。同進士出身。

## 生平
許亦崧於道光二十三年（1843年）考中癸卯科舉人，道光二十七年（1847年）中式張之萬榜二甲進士，以即用知縣籤分山西，歷任鳳台、陵川縣知縣，調任太谷。其善於斷案，后升任沁陽知州。

## 著作
善於寫詩，存有《壯學堂詩稿》。徐世昌編《晚清簃詩彙》卷149收錄其詩七首。